# Яцини (Мядельський район, Слобідзька сільська рада)
Яцини (біл. вёска Яцини) — село в складі Мядельського району Мінської області, Білорусь. Село підпорядковане Слобідзькій сільській раді, розташоване в північній частині області.